# Gougenheim
Gougenheim (deutsch Gugenheim) ist eine französische Gemeinde mit 543 Einwohnern (Stand 1. Januar 2021) im Département Bas-Rhin in der Region Grand Est (bis 2015 Elsass). Sie ist Mitglied des Gemeindeverbands Communauté de communes du Kochersberg. Am 1. Januar 2015 wechselte die Gemeinde vom Arrondissement Strasbourg-Campagne zum Arrondissement Saverne.

## Geografie
Gougenheim liegt im Kochersberg zwischen Rohr und Schaffhouse-sur-Zorn.

## Geschichte
Die Vergangenheit des Ortes liegt bis zum Ende des 9. Jahrhunderts im Dunkeln. Klosterbesitz von Weißenburg oder Lorsch ist nicht nachweisbar, ebenso wenig eine Nennung des Ortes in einer Urkunde von 820, wie Ernest Nègre (Toponymie génerale. de la France) behauptet, ohne einen Beweis dafür zu liefern. Es könnte die noch unerschlossene Urkunde über einen Gütertausch zwischen einem Grafen und dem Kloster Weißenburg sein, unvollständig abgedruckt in Regesta Imperii I, 724. Sicher wird Gougenheim als „Cohchinheim“ 884 in der Besitzbestätigungsurkunde Kaiser Karls III. für das Kloster Honau genannt (MGH DD Kar III, 101). 1474 wurde Gougenheim der Hauptort der Ballei Kochersberg, die damals aus 28 Gemeinden bestand. Das Haus des Scharfrichters der Ballei befand sich außerhalb von Gougenheim und wurde 1976 zerstört. Der letzte Scharfrichter von Gougenheim heiratete eine Tochter des Scharfrichters von Sarrebourg, wie es Sitte war. Er verstarb am 18. Juni 1808.

### Bevölkerungsentwicklung
| Jahr      | 1962 | 1968 | 1975 | 1982 | 1990 | 1999 | 2007 | 2017 |
| Einwohner | 381  | 344  | 324  | 382  | 363  | 580  | 494  | 548  |

## Kultur und Sehenswürdigkeiten

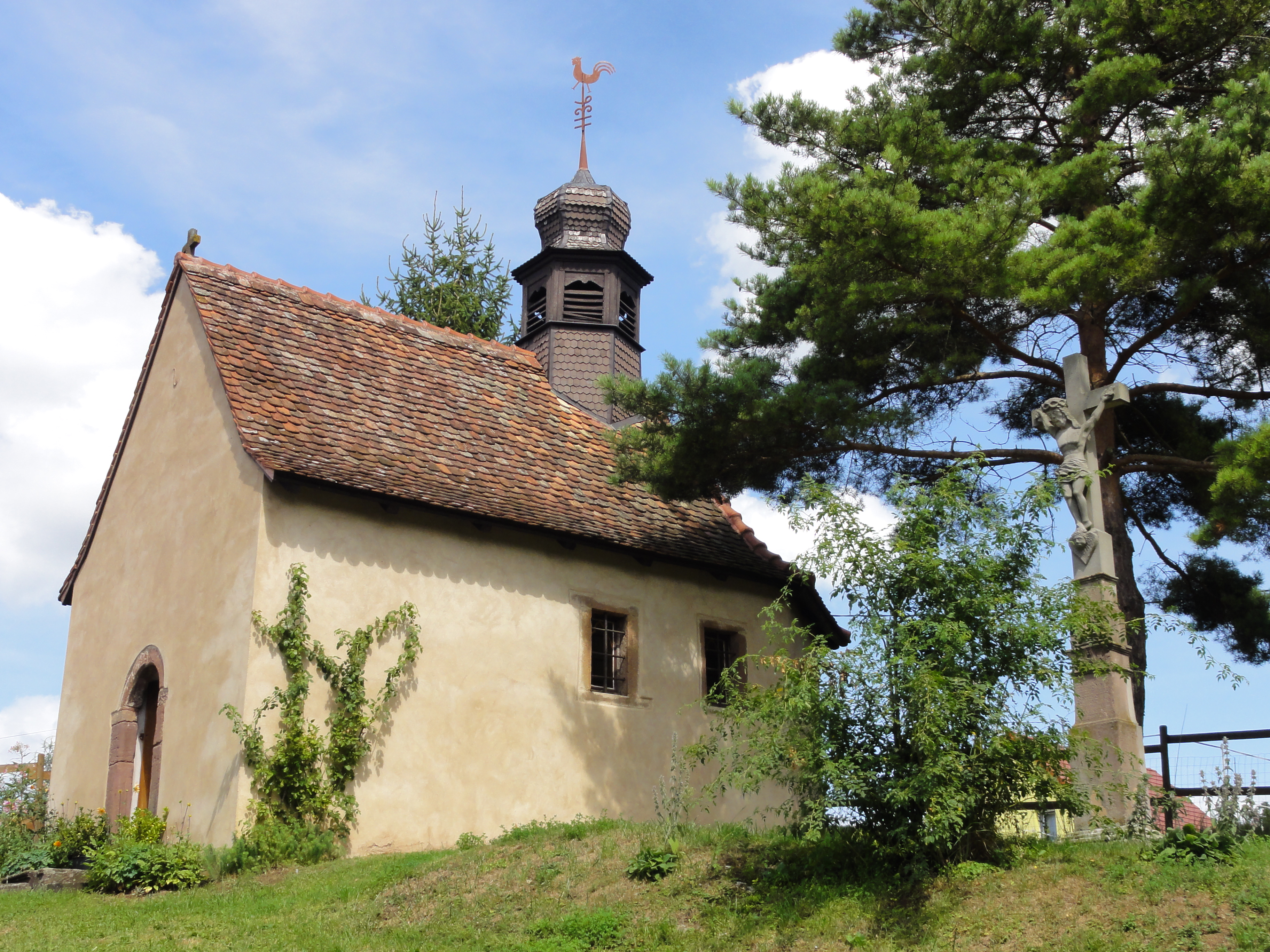
Kapelle Saint-Laurent

Die Kapelle Saint-Laurent wurde ab 1574 gebaut, sie ist Laurentius von Rom gewidmet. Die Mauern der Kapelle bestehen aus Kalkbruchstein und Sandstein. An einigen Stellen wurde der Bruchstein durch Backsteine ersetzt. Die Kapelle steht als Monument historique unter Denkmalschutz.

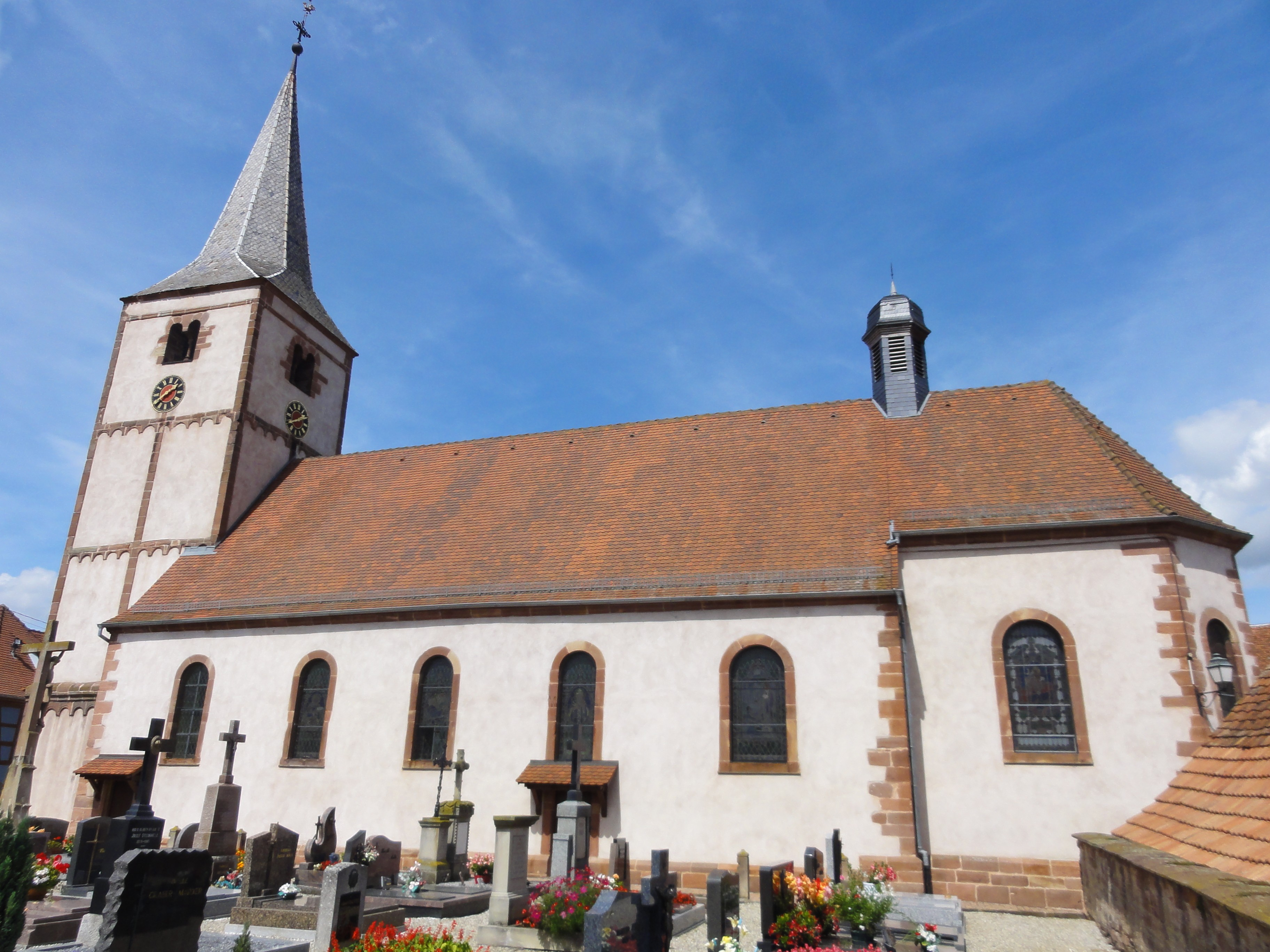
Kirche Saint-Laurent

Die Kirche Saint-Laurent stammt aus dem 12. Jahrhundert. Der Glockenturm wurde später bei einem Brand beschädigt. Das Kirchenschiff wurde ab 1749 durch ein neues Kirchenschiff ersetzt. Die Eingangstür wurde 1843 vergrößert. Die Mauern der Kirche bestehen aus Kalkbruchstein und Sandstein, teilweise als Opus spicatum angeordnet. Im Erdgeschoss sind zwei Schildbögen erhalten geblieben sowie ein verziertes Kreuzrippengewölbe, welches sich jedoch in schlechtem Zustand befindet. Der Türsturz einer der Türen, die von Süden her in das Kirchenschiff führen, ist mit dem Grillrost des Laurentius verziert. Die Mauern des Innenraums sind mit Gemälden der Evangelisten geschmückt. Auch die Pfarrkirche ist ein Monument historique.
Das Maison d’artisan (Haus des Handwerkers) wurde um 1681 erbaut. Diese Jahreszahl findet sich im Deckenbalken der Loggia. Das Haus gehörte einem Maurer oder Zimmerer.

## Persönlichkeiten
- François-Joseph Schmitt (* 1839 in Gougenheim; † 1904 in Bangkok), römisch-katholischer Missionar

## Sonstiges
Der jüdische Familienname Guggenheim ist vom Dorf Gougenheim abgeleitet.